# Guildford

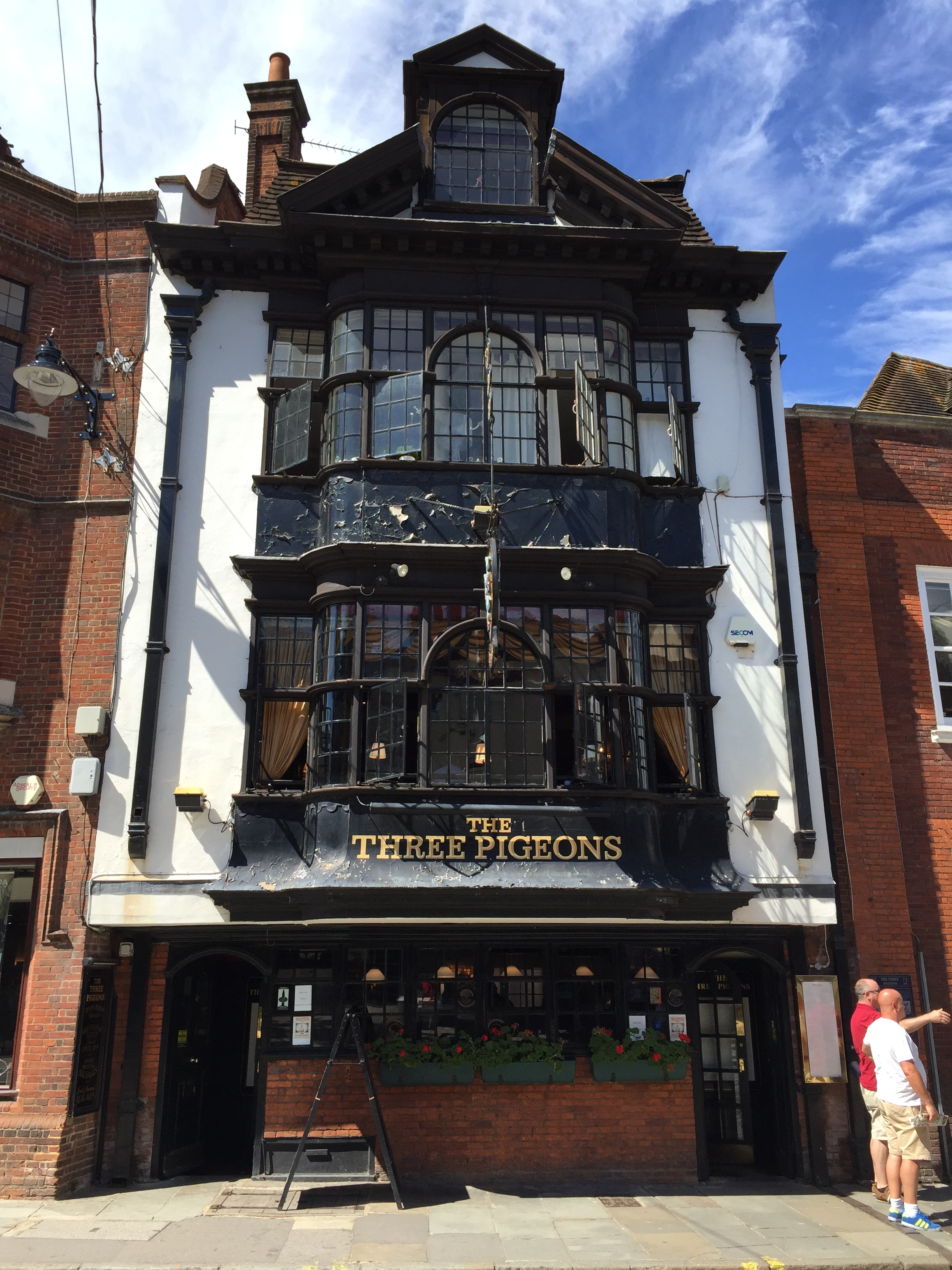
Típico pub inglés en la ciudad de Guilford, Surrey

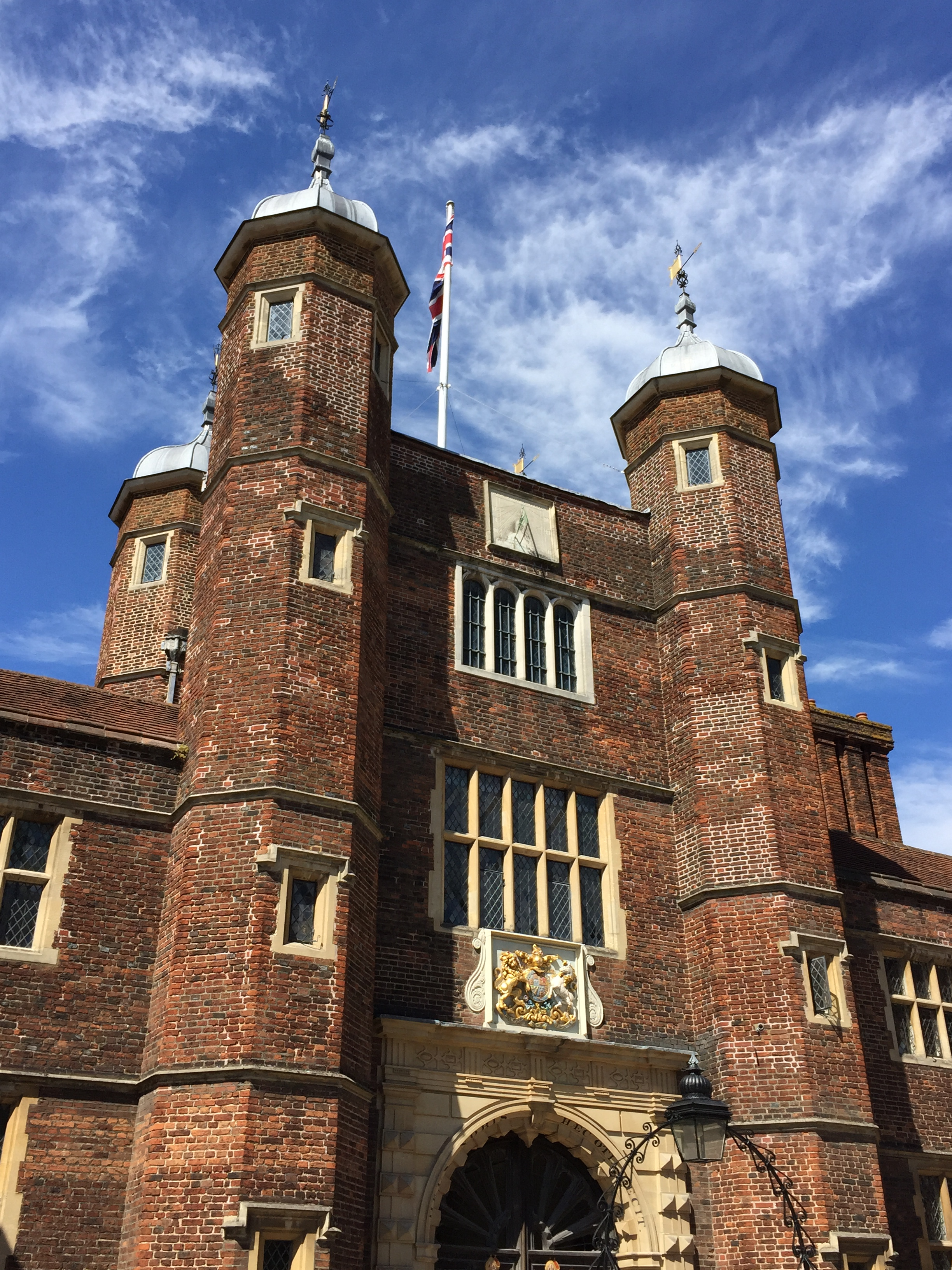
Edificio del viejo hospital de Guilford, Surrey

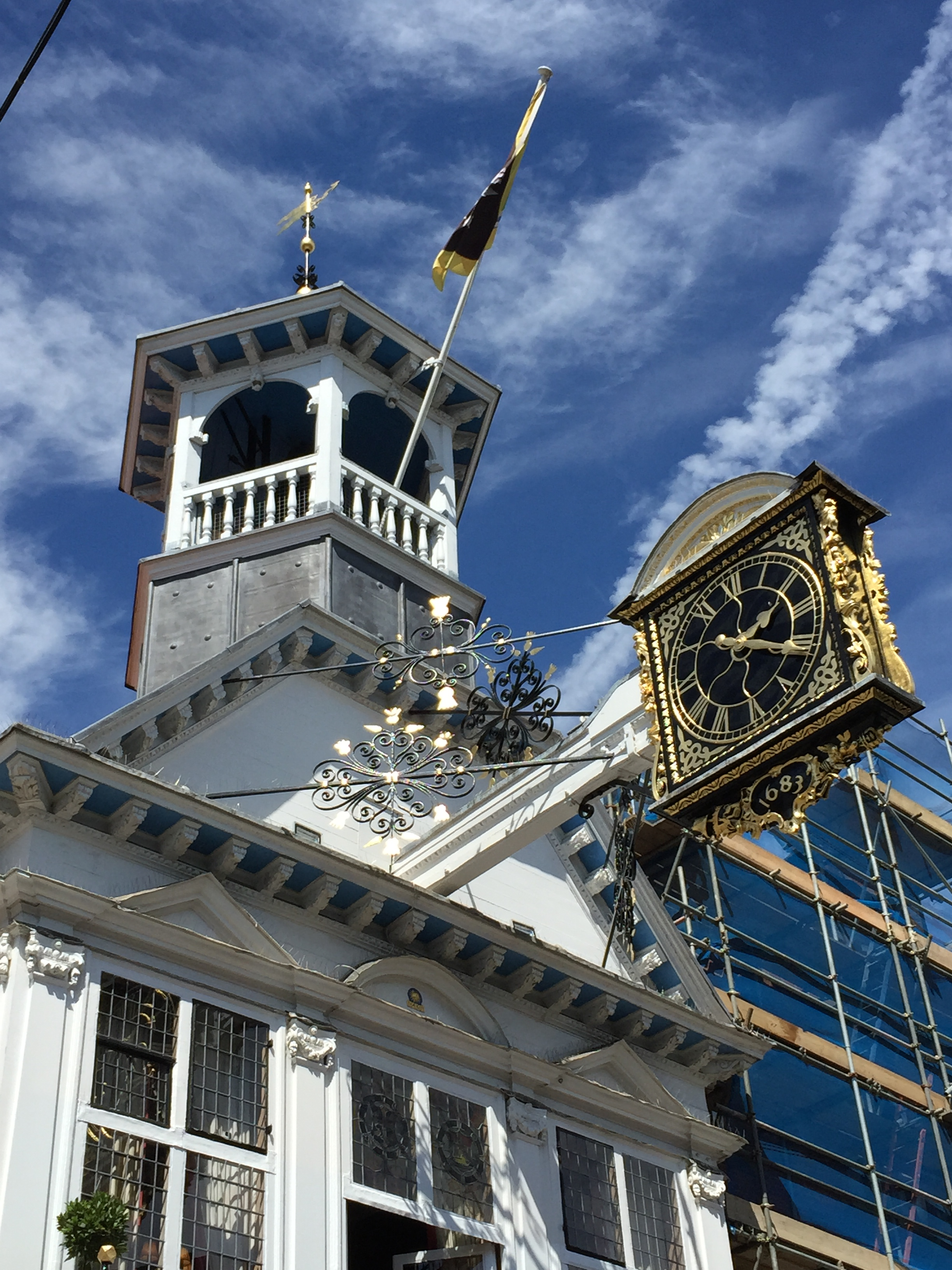
Reloj del año 1683 en la ciudad de Guilford, Surrey

Guildford (/ˈɡɪlfərd/ⓘ) es una importante ciudad del sur de Inglaterra, capital del condado de Surrey, así como la sede del Borough de Guildford y la sede principal administrativa de la región Sureste de Inglaterra. La diputación provincial de Surrey, no obstante, tiene su propia base administrativa en Kingston upon Thames que, aunque anteriormente estaba en Surrey, es ahora parte del Gran Londres.
La población total del distrito municipal de Guildford, según el censo del año 2011, era de 137.600 personas, de las cuales solamente 74.124 personas viven en la ciudad de Guildford.

## Historia
Se cree que Guildford fue fundada por colonizadores sajones poco después de que la autoridad romana se alejó de Bretaña. El sitio era probablemente escogido por el "Harrow Way" (un antiguo sendero que continúa a lo largo de Hog's Back) y que cruza a través del Río Wey a estas alturas por medio de un vado (en inglés, ford). Esto probablemente da lugar a la segunda parte del nombre de Guildford. La raíz de la primera parte del nombre se cree que en realidad se refiere al oro (gold) en lugar de sociedad o gremio (guild). Se ha sugerido que el oro puede referirse a las flores doradas que crecen en el vado, o a la arena dorada, pero esto no se ha comprobado que sea cierto.
Alfred Aetheling, hijo del rey Etelredo II, había estado viviendo en Normandía en Francia durante la invasión danesa de la Inglaterra sajona. Después de que Canuto II de Dinamarca muriese, alrededor del año 1040, Alfred volvió a Inglaterra donde fue reunido y recibido en Guildford por el conde Godwine. Godwine lo entregó a los hombres de Haroldo Harefoot, que lo cegaron y mutilaron hasta el punto de que murió poco después.
Alrededor del siglo XII se construyó un castillo normando como lugar de descanso en el punto más meridional de Windsor. Fue visitado en varias ocasiones por el Rey John y el Rey Enrique III. En la actualidad se sigue conservando. Fue restaurado en los tiempos victorianos y posteriormente en el año 2004. Las tierras cercanas al castillo forman un agradable jardín público.
En 1995 se descubrió una cámara en Guildford High Street, que se creyó pudieran ser restos de una sinagoga del siglo XII. Sigue siendo materia de disputa aunque es probable que sea la sinagoga existente más antigua de Europa Occidental.
Guildford eligió a dos miembros de la no reformada cámara de los comunes. Del siglo XIV al XVIII, prosperó con el comercio de lana.
En 1927 fue constituida la diócesis y la Catedral de Surrey, que se consagró en 1961. Previamente, había sido parte de la diócesis de Winchester.
El 5 de octubre de 1974, las bombas puestas por los terroristas del IRA Provisional estallaron en dos pubs de Guildford, matando a cuatro soldados fuera de servicio y a un civil. Los pubs fueron escogidos como objetivo porque se supo que soldados de los cuarteles próximos a Guildford acudían a ellos con frecuencia. Posteriormente, fueron arrestados unos sospechosos, que posteriormente fueron conocidos como Los Cuatro de Guildford. Se les declaró culpables y se les sentenció a una condena de prisión en octubre de 1975. Declararon haber sido torturados por la policía y negaron cualquier clase de relación con la colocación de las bombas. En 1989, fueron puestos en libertad tras una larga batalla legal.

## El Pueblo
En el siglo XXI Guildford es un pueblo inglés lleno de movimiento con una atractiva calle principal, hecha de fragmentos de granito (frecuentemente llamado empedrado con guijarros), numerosas tiendas y grandes almacenes. Hay una Oficina de Información Turística y varios hoteles, entre ellos, el histórico Angel Hotel que durante mucho tiempo sirvió como parada de autobuses, principalmente de Londres a Portsmouth. Hay una estación del autobús, un centro de transporte de autobuses libres alrededor del pueblo y un 'Park and Ride', servicio que incluye transporte desde el norte hasta el sur del pueblo.
Hay un pequeño museo en el centro del pueblo y un centro de deportivo nacionalmente reconocido,"The Spectrum", en el "Stoke Park", el cual es la casa de los Guildford Flamesun equipo de ice hockey. La Universidad de Surrey está situada al noroeste del centro del pueblo, aproximadamente a 10 minutos caminando desde la estación de tren de Guildford. La catedral de Guildford es adyacente al campus principal de la universidad y está cerca del Royal Surrey County Hospital.
Guildford tiene la Galería de Arte más visitada en Surrey, la Guildford House Gallery, que cuenta con más de 120 000 visitantes anuales. La galería está situada en la calle principal, abre de martes a sábado y la entrada es gratuita. Dispone de su propia colección de arte, que incluye trabajos de Guildford y del área circundante, y trabaja por Artistas de Guildford, de los cuales el más notable es John Russell R.A.
La Royal Grammar School, Guildford es una vieja escuela, construida durante el período de los Tudor y concluida en época isabelina, que alberga una biblioteca en la que los libros están unidos a las estanterías por una caden. La escuela primaria es la Lanesborough preparatory school. Lanesborough también es la escuela del coro de la Catedral de Guildford.
Otras escuelas en Guildford son County School, George Abbot, Christ's College, Guildford High School, King's College, University of Surrey, Guildford School of Acting, St. Peter's, Northmead Junior, Tormead School y Worplesdon Primary School.
Hay un mercado los viernes y sábados y un mercado de productores (ganaderos y agricultores), el primer martes de cada mes.

## Política
En 2002 se intentó conseguir para el pueblo el estatus de ciudad, pero Guildford perdió a favor de Preston, el único pueblo inglés que está formalmente reconocido como una ciudad. El evento formaba parte de las Queen's Golden Jubilee celebrations.
En el año 2001, tras las elecciones generales, volvió al poder un Miembro Liberal del Parlamento, Sue Doughty. En el 2003, las elecciones del Distrito municipal devolvieron la mayoría para el partido Conservador. En el año 2005 volvió a triunfar la conservadora Anne Milton, pero por un estrecho margen (el 0.7% del electorado con derecho de voto, esto es, 347 votos) y ello a pesar de que el partido Demócrata Liberal obtuvo un 0.5% más de votos.

## Deportes y ocio
El Spectrum Leisure Centre  es un premiado centro nacional deportivo que incluye una gran variedad de piscinas (tanto para ocio como para natación profesional).
El teatro principal del pueblo es el Yvonne Arnaud Theatre, el cual a menudo muestra las producciones antes (y después de) que hayan estado en cartelera en el London's West End. The Electric Theatre  abrió en 1997 para organizar las actuaciones por músicos y grupos de drama de aficionados. Además, Guildford tiene un multicine llamado Odeon.
Los restaurantes de Guildford ofrecen una gran variedad culinaria. También hay numerosos pubs, bares y algunos clubs nocturnos.
Cada verano Guildford organiza un pícnic en el campo, en Shalford Park, junto al River Wey. En el Stoke Park se celebra durante el verano el Guilfest, un festival de música.
Los equipos de Guildford son los Guildford Flames, de la English Premier Ice Hockey League; Guildford United, de la Combined Counties Football League; Guildford International, de la National Volleyball League; y Guildford Heat, de la British Basketball League.
El equipo de Guildford Cricket Club juega sus partidos en el Woodbridge Road, y el equipo Surrey County Cricket Club juega también uno o dos partidos por temporada ahí.
Guildford dispone de la emisora de radio local 96.4 The Eagle.
Guildford aparece en la película En el nombre del padre, una cinta que trata sobre los cuatro de Guildford.

## Transporte

### Trenes
Hay dos estaciones de tren en Guildford:
La estación principal, llamada Guilford Railway Station, está situada muy cerca del centro de Guildford, en el lado oriental del River Wey y forma parte de la línea principal entre Londres Waterloo y Portsmouth. También conecta con otras estaciones como Reading, Epsom, Gatwick airport y servicios de larga distancia, operados por Virgin Trains, que conectan a Guildford con ciudades como Birmingham o Mánchester, entre otras.
La segunda estación es la de London Road (Guildford) y se encuentra en la parte norte de Guildford. Esta estación se encuentra en la línea que conecta Guildford con London Waterloo.

### Carreteras
La A3 une Guildford con Portsmouth, Londres y la autopista M25.

### Autobús
El principal servicio de autobuses en Guildford está dirigido por la compañía Arriva. Además, también cuenta con algunos servicios adicionales proporcionados por Safeguard Coaches y el grupo Stagecoach Group. También hay una línea de autobuses rail air que conectan con el aeropuerto de Heathrow.

## Ciudades hermanas
- Friburgo de Brisgovia - Alemania

## Residentes de Guildford
- Yvonne Arnaud, cantante y actriz, vivió en Guildford durante muchos años.
- Michael Buerk, locutor de la BBC, vive actualmente en Guildford.
- John Hollins, exfutbolista del Chelsea Football Club.
- Jean Jacques Burnel, bajista de la banda The Stranglers, asistió a la Royal Grammar School de Guildford.
- Rev. Charles Dodgson (más conocido como Lewis Carroll) (1832-1898), autor de Alicia en el País de las Maravillas y A través del espejo y lo que Alicia encontró allí, vivió en Guildford y se encuentra enterrado en el Mount Cemetery.
- Paul Grunert, actor, vive en el área de Guildford.
- Lily Collins, actriz e hija del cantautor Phil Collins, nació en Guildford, Surrey.
- Terry Jones, escritor y actor de Monty Python, asistió a la Royal Grammar School de Guildford y fue capitán de la escuela (head boy) entre 1960 y 1961.
- Bonnie Langford, celebridad del patinaje, vivió en Guildford por algunos años.
- Sir John Rose, antiguo ministro canadiense de finanzas.
- Holly Samos, presentador y locutor de radio.
- Gerald Seymour, autor originario de Guildford.
- Oliver Van Hoogstraten, químico nacido en Guildford en 1813.
- Stuart Wilson, actor originario de Guildford.
- P. G. Wodehouse, autor nacido en Guildford en 1881.
- Edward Kelsey, actor que interpretó a Joe Grundy en The Archers, residente en Guildford.
- Alan Turing, matemático, lógico y criptógrafo, tenía su hogar familiar en Guildford.
- Alex Fryer, escritor e ilustrador de Disco Junkies, actualmente vive en el pueblo.
- Paul Burchill, luchador profesional de la World Wrestling Entertainment (WWE).
- Katherine Legge, conductor de ChampCar.
- Peter Molyneux, diseñador de juegos de PC, nació en Guildford y creó su propia compañía, Lionhead, en Guildford.
- Rachel Louise Frodsham, modelo glamour y playmate de Playboy.
- Cosme Bergareche, fundador de la marca de zapatillas Pompeii Brand, nació en Guildford en 1991
- Juan "Marindia" Fernández, director de cine.

## Curiosidades
- Guildford es el noveno mejor lugar para vivir en el Reino Unido según el programa de televisión de Canal 4 The Best and Worst Places to Live in the UK. También ha estado en la cima durante dos años como el destino de tiendas más atractivo y seguro del Reino Unido, según el Eve Prime Retail Survey de 2005.
- En 2006, el Financial Times incluyó a cuatro negocios de la ciudad en su lista anual de las 500 Mejores Compañías Globales, por su significativa presencia en Guildford.
- El personaje ficticio Ford Perfect, de The Hitchhiker's Guide to the Galaxy, de Douglas Adams, dice ser de Guildford, aunque en realidad había nacido cerca de la estrella Betelgeuse.
- La Academia de Música Contemporánea, una escuela para músicos de rock y pop, está en Guildford.
- La compañía de juegos de PC Lionhead Studios y la empresa fabricante de satélites Surrey Satellite Technology Ltd. están situadas en Guildford.

### En inglés
- Guildford Borough Council
- University of Surrey
- The Academy of Contemporary Music
- Guildford Jewish Community
- Information on the possible synagogue remains
- The River Wey and Wey Navigations Community Site — a non-commercial site of over 200,000 words all about the Wey Navigations and includes information and images about Guildford.

- Datos: Q213465
- Multimedia: Guildford / Q213465